# عثث العشب
عثث العشب أو فراشات العشب (الاسم العلمي: Crambidae) هي فصيلة من الحشرات تتبع  رتبة حرشفيات الأجنحة.

## التصنيف
- أسرة الغلافيراوات
- القبيلة الغلافيراوية
- جنس الهلولة